# Agilolfinger

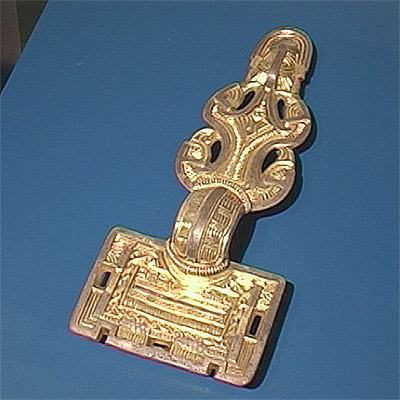
Bajuwarische Bügelfibel aus dem 6. Jahrhundert

Die Agilolfinger (auch Agilulfinger) waren eine vermutlich fränkische Adelsfamilie, die seit dem 6. Jahrhundert Herzöge von Baiern und Alamannien (Schwaben) und Könige der Langobarden stellte. Frühe Mitglieder waren wahrscheinlich als Amtsherzöge von den Merowingern in Bayern eingesetzt worden (Lex Baiuvariorum, Titel III), danach war ihre Herrschaft erblich und unabhängig von den Merowingern geworden. Die Hauptresidenz der Agilolfinger in Bayern befand sich in Regensburg, in Alemannien war ein Hauptort Cannstatt.

## Hypothesen zur Herkunft

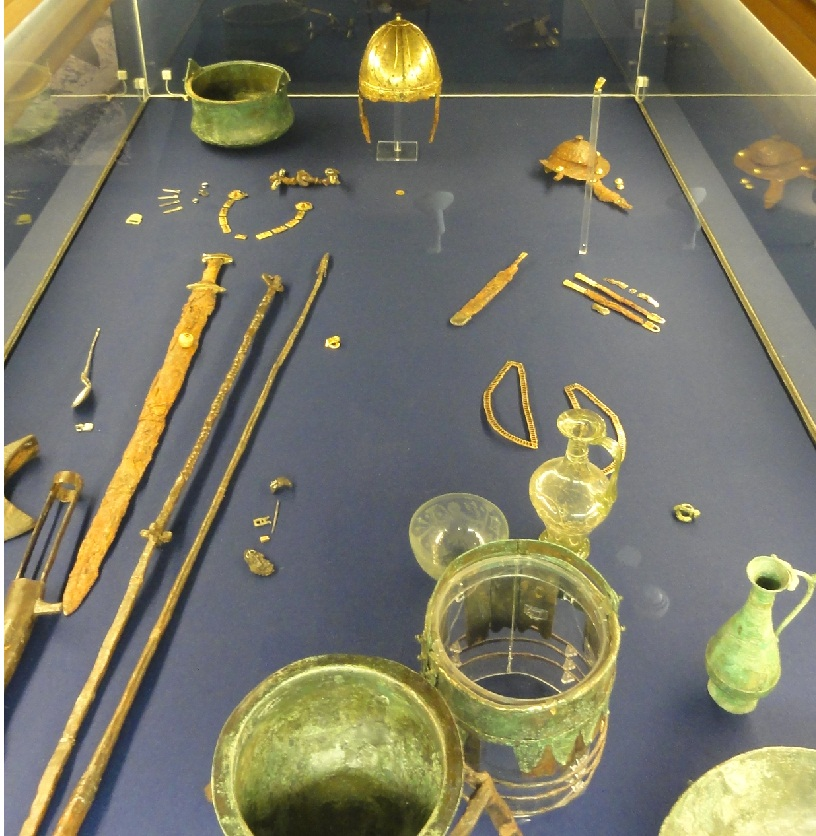
Grabbeigaben eines fränkischen Fürsten aus dem 6. oder 7. Jahrhundert

Zu der Herkunft der Agilolfinger gibt es nur mehr oder weniger überzeugende Hypothesen. Als Stammvater der Familie gilt legendär ein Agilulf (* um 420; † um 482), der ein Fürst der Sueben und Quaden war, wobei unklar ist, welcher der beiden zeitgenössisch überlieferten Agilulfe gemeint sein könnte (siehe Agilulf (Suebe) und Agiulf (Warne)). Er könnte der Sohn des donau-suebischen Fürsten Hunimund Filius Hermanarici (* um 395; † nach 469 in Suavia) gewesen sein. Er bedrohte Passau und war wohl Arianer. Der Historiker Jörg Jarnut sieht in Bischof Agilulf von Metz († 602) ein frühes Mitglied der Familie. Als namensgebenden Stammvater schlägt er jenen Warnen Agiulf vor, der als Statthalter des Westgotenkönigs Theoderich II. für das iberische Suebenreich wirkte und 457 hingerichtet wurde. Unter dem Vornamen Theodo werden drei Herzöge genannt, die von 508–565 in Baiern regiert haben sollen, wobei es fraglich bleibt, ob Theodo I. – III. tatsächlich regierten oder nur Legende sind. Im folgenden Text werden sie bei der Nummerierung ignoriert.
Gut belegbar sind die frühen und intensiven dynastischen und politischen Beziehungen der Agilolfinger zu den Franken und Langobarden. Herzog Garibald I. von Bayern heiratete um 555 n. Chr. die Langobardin Walderada, die Witwe des merowingischen Königs Theudebald. Diese wurde zunächst von Chlothar I. geheiratet, die Ehe musste aber aufgrund kirchlicher Einwände wieder aufgelöst werden. Walderada wurde nun mit „uni ex suis, qui dicebatur Garipald“ (nach Paulus Diaconus) verheiratet, mit dem Baiern-Herzog Garibald I. Diese Eheschließung deutet auf eine bereits in der Frühzeit weit gediehene und ebenso enge Verbindung zwischen den Bajuwaren und den Franken hin. Die innenpolitischen Schwierigkeiten des Frankenkönigs boten Garibald bald Gelegenheit zu einer eigenen, raffinierten Politik im Bunde mit den im Jahr 568 in Italien eingerückten Langobarden, mit denen ihn ein Interesse an der Brenner-Verona-Route verband. Er vermählte eine Tochter mit dem langobardischen Herzog Ewin (Eoin) von Trient, der etwa zur gleichen Zeit (575) von den Franken angegriffen wurde. Das ist ein Hinweis darauf, dass der Langobarde sich durch ein Bündnis mit seinem nördlichen Nachbarn gegen ähnliche fränkische Angriffe abzusichern suchte.
Als die Franken im Jahr 584 erneut die Langobarden bedrohten, schloss sich der neue Langobardenkönig Authari, nachdem ihm die Verständigung mit den Franken misslungen war, an die Baiern an. Offenbar führte Garibalds Annäherung an die Langobarden dazu, dass die Franken im Jahr 589 auch gegen ihn militärisch vorgingen, jedenfalls flohen in diesem Jahr die Kinder Theodelinde und Gundoald nach Italien zu den Langobarden: Garibalds Tochter Theodelinde heiratete, da sie vom Frankenkönig verschmäht worden war, die langobardischen Könige Authari und, nach dessen frühem Tod, Agilulf. Diese Verbindung ist erstaunlich, denn Theodolinde war katholischen Glaubens, die Langobarden hingegen waren Arianer. Garibalds Sohn Gundoald wurde Herzog von Asti und als Vater König Ariperts I. Ahnherr und Stammvater der agilolfingischen Langobardenkönige.
Lange wurde Herzog Garibald I. (auch Garipald) (548–590 n. Chr.) von Bayern als erstes historisch gesichertes Mitglied der Familie angesehen. Dies ist aber heute nicht mehr zweifelsfrei aufrechtzuerhalten.

## Geschichte

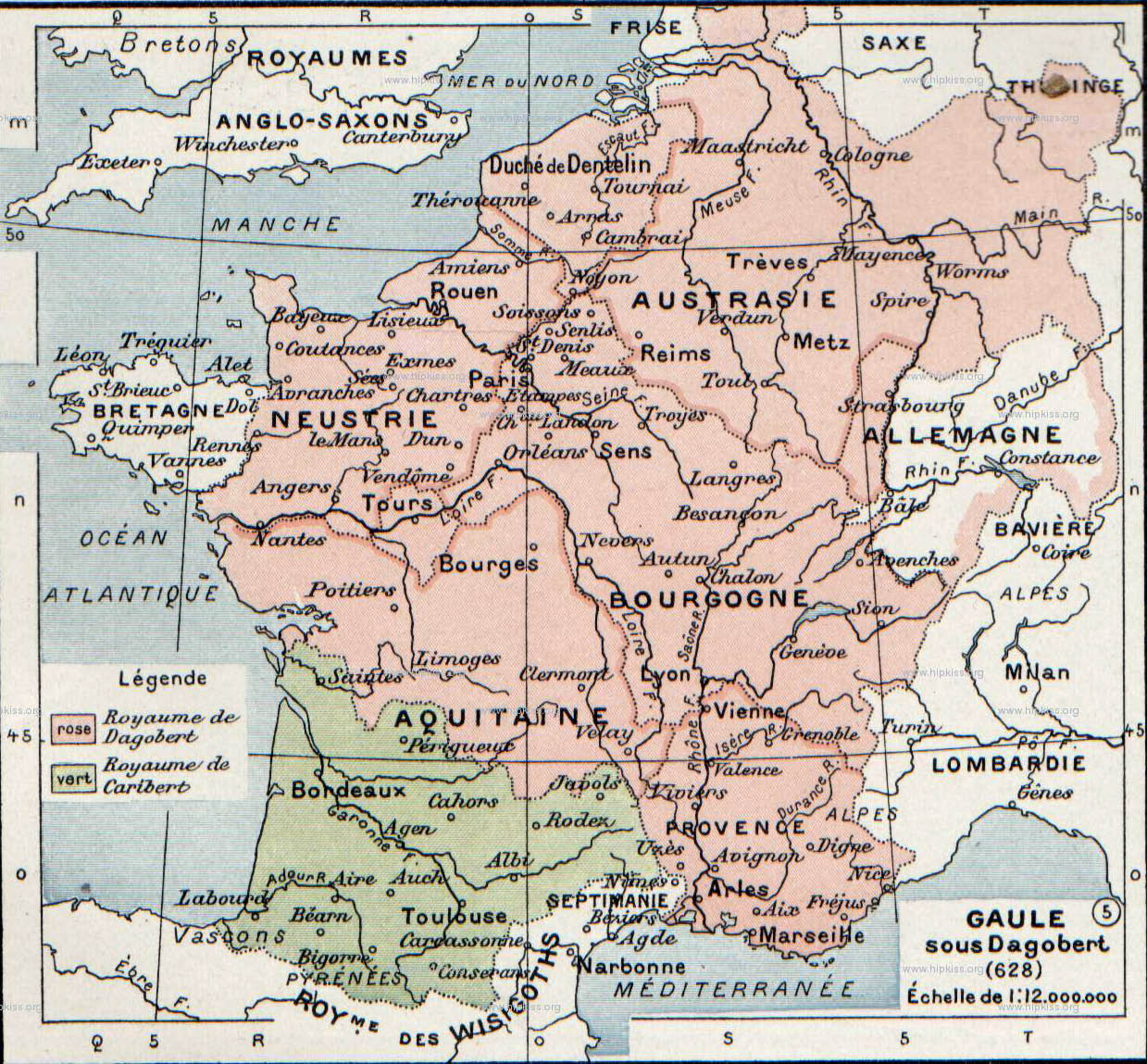
Frankenreich im 7. Jahrhundert ohne das Herzogtum Baiern

Im Jahr 591 wurde Tassilo I. vom Frankenkönig Childebert II. über Baiern als rex (König) eingesetzt. Tassilo erhielt somit eine vergleichsweise starke Stellung, gleichberechtigt zu den merowingischen Königen in Neustrien, Austrasien und Burgund (Frankenreich). Er führte kurz nach seiner Amtseinsetzung sowie Mitte der 590er Jahre Feldzüge gegen die Slawen, die in diesen Jahren aus ihrer östlichen Heimat westwärts gewandert und im Nordgau und Karantanien Nachbarn der Baiern geworden waren. 
Paulus Diaconus beschreibt den ersten Feldzug mit folgendem Satz: Er (Tassilo I.) zog alsbald mit Heeresmacht ins Land der Slawen und kehrte siegreich und mit großer Beute wieder in sein eigenes Land zurück. Nach seinem siegreichen Feldzug gegen die vordringenden Slawen im Alpenraum zog Tassilo um 595 erneut in ihr Land. Dieser Feldzug endete allerdings mit einer Niederlage, da den Slawen die Awaren zu Hilfe kamen. Tassilo I. verlor bei diesem Feldzug etwa 2000 Krieger.
Garibald II. war ein Sohn Tassilos, dem er 610 im Amt folgte. Wie dieser war auch Garibald in Kämpfe mit seinen slawischen Nachbarn verwickelt. Dabei wurde er bei Aguntum in Osttirol von den Slawen geschlagen und das Gebiet der Bajuwaren wurde geplündert. Anschließend gelang es Baiern jedoch offenbar, die Slawen wieder teilweise zurückzudrängen. In dieser Zeit wurde Garibald zu Agunt (Osttirol) von den Slawen geschlagen und das Gebiet der Bayern geplündert. Doch die Bayern sammelten sich wieder, nahmen den Feinden die Beute ab und vertrieben sie aus dem Lande. Diese Kriege besiegelten den Niedergang der romanischen Städte Aguntum und Lavant (Tirol), der romanischen Restbevölkerung war der Weg zu eigener Staatlichkeit verbaut.
Die süddeutschen Agilolfinger standen in der Regel auf Seiten der Merowinger, das Erstarken des Hausmeiertums der Karolinger konnte nicht in ihrem Sinn sein. Bereits 624 geriet die Familie, damals vertreten durch Chrodoald, einen austrischen Adligen (von dem Fredegar schreibt: „ex proceribus de gente nobili Agylolfingam“), in Konflikt mit den Karolingern, bzw. deren ältesten bekannten Vorfahren, dem Bischof Arnulf von Metz (Arnulfinger) und Pippin dem Älteren (Pippiniden), die im Bündnis miteinander die fränkische Reichspolitik zu dominieren trachteten. 632 entschloss sich König Dagobert I. zu einem großangelegten Feldzug gegen das Reich des Samo. Die mit ihm verbündeten Alamannen unter Herzog Chrodobert griffen die Randgebiete des Reichs an. Die verbündeten friulanischen Langobarden fielen sehr wahrscheinlich von Süden ein und besetzten die „regio Zellia“, wohl im heutigen Gailtal in Kärnten gelegen. Das vielleicht von Dagobert selbst angeführte austrasische Hauptheer sollte in das Herz des Reiches vordringen. Den einzelnen Heeren gelang es jedoch nicht, sich zu vereinigen. Von bairischen Truppen unter einem Agilolfinger ist in diesem Zusammenhang nicht die Rede, obwohl Baiern unmittelbar an das Reich des Samo angrenzte. Wie die fränkischen und alamannischen Truppen an Baiern vorbei in das tschechische Reich eindringen konnten, bleibt gleichfalls ein Rätsel. Während die ersten beiden Teilheere siegreich mit vielen Gefangenen zurückkehrten, wurde das austrasische Hauptheer nach einer dreitägigen vergeblichen Belagerung eines castrum vuogastisburc genannten Ortes total geschlagen. Die übrig gebliebenen Kämpfer Dagoberts mussten fliehen und sämtliche Waffen und Zelte zurücklassen. Die Autorität des merowingischen Königtums war danach schwer erschüttert. Der Hausmeier Grimoald, der Sohn Pippins des Älteren, schaffte es tatsächlich, seinen eigenen Sohn Childebertus adoptivus als König von Austrasien zu installieren. Grimoald hingegen wurde von König Chlodwig II., der in Neustrien regierte, aus einem Hinterhalt gefangen genommen, nach Paris gebracht und dort 656 oder 657 im Kerker hingerichtet.

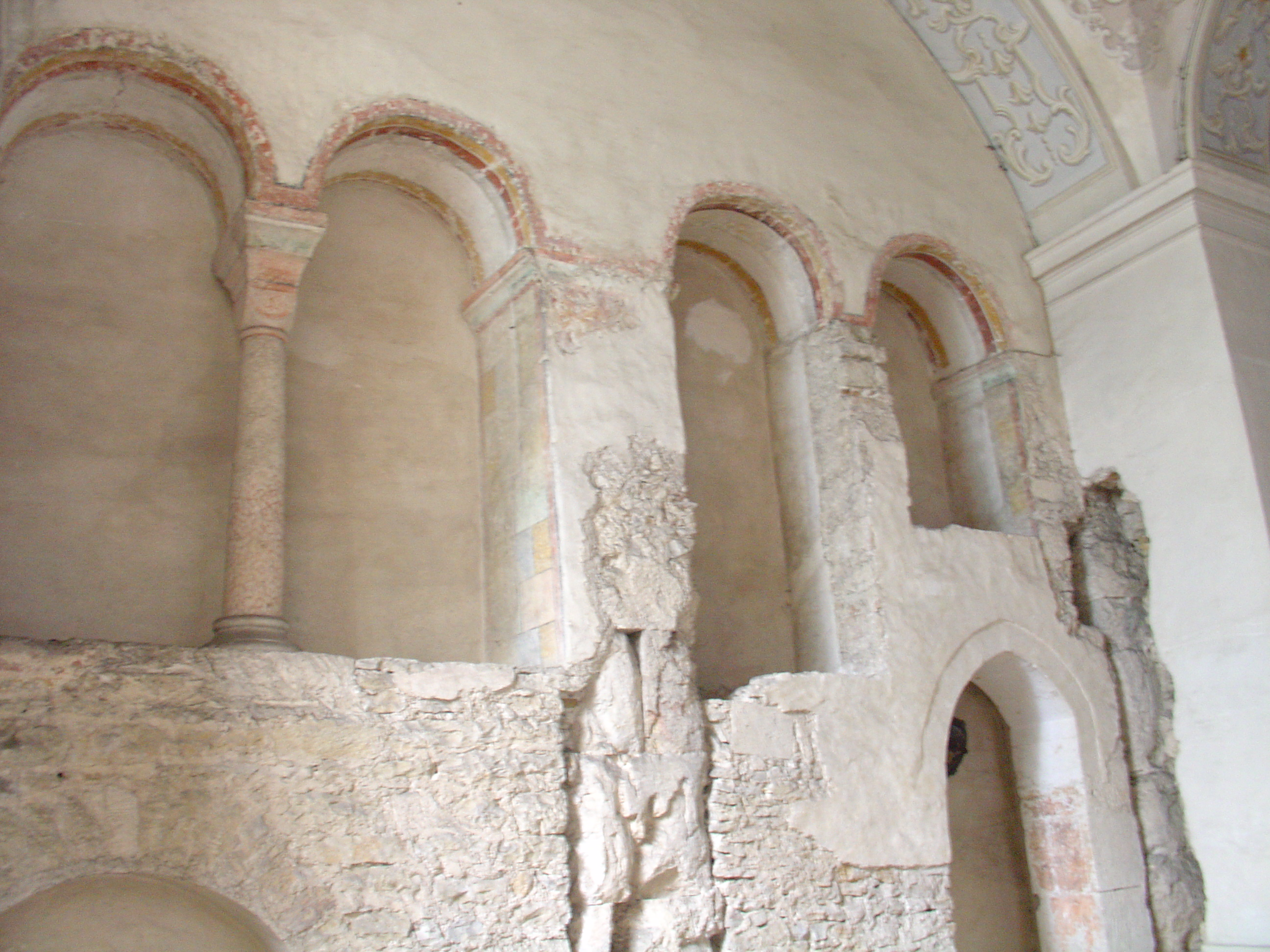
Baureste des Ursprungsbaus der agilolfingischen bzw. karolingischen Basilika St. Emmeram in Regensburg

Der Wandermönch Emmeram, der zunächst Bischof von Poitiers in Aquitanien war, gelangte während einer Missionsreise zur Verbreitung des Christentums Mitte des 7. Jahrhunderts aus dem westlichen Franken entlang der Donau an den bayerischen Herzogshof in Regensburg, wo der agilolfingische Herzog Theodo I. regierte. Dieser nahm Emmeram wohlwollend auf und bewog ihn zum Bleiben. Emmeram widmete sich daraufhin der Stärkung des Christentums in Regensburg und im weiteren Umland. Etwa drei Jahre nach seiner Ankunft in Regensburg vertraute sich Uta, die Tochter des Herzogs, ihm an. Sie hatte eine heimliche Liaison mit dem Sohn eines Beamten, von dem sie ein uneheliches Kind erwartete. Um das Paar vor einer wahrscheinlichen Strafe des Herzogs zu schützen, riet Emmeram Uta, ihn selbst als Vater zu nennen. Er selbst reiste zu einer Pilgerreise nach Rom ab, sich vor dem Papst für den vermeintlichen Fehltritt zu verantworten und nach seiner Rückkehr auch vor dem Herzog den wahren Sachverhalt aufzuklären. Als Uta kurz nach Emmerams Abreise ihrem Vater die vereinbarte Geschichte eröffnete, erzürnte dieser. Zur Ehrenrettung seiner Schwester verfolgte daraufhin der Sohn des Herzogs, Lantpert, den in seinen Augen flüchtenden Wanderbischof. Am 22. September 652 stellte Lantpert mit seiner Truppe den Bischof in dem südöstlich von München gelegenen Ort Kleinhelfendorf. Er ließ ihn auf eine Leiter binden und ihm bei lebendigem Leibe nach und nach die Körperteile abschneiden, bis er ihn schließlich enthaupten ließ. Nachdem Herzog Theodo die Wahrheit erfahren hatte, ließ er Emmeram exhumieren und den Leichnam nach Regensburg überführen.
Herzog Theodo II. griff in den langobardischen Thronstreit ein. Er verbündete sich wieder mit den Langobarden und gewährte um das Jahr 702 König Ansprand Asyl. Theodo unternahm im Jahr 715 eine Reise mit einer bairischen Gesandtschaft über die Alpen nach Rom. Im selben Jahr (715) verheiratete er auch seine Enkelin Guntrud mit Liutprand, dem Sohn des Ansprand. Er konnte sich zeitlebens nicht mit dem Erstarken der fränkischen Hausmeier (Pippin der Mittlere) abfinden. So plante er gemeinsam mit Papst Gregor II. die Errichtung einer selbständigen bairischen Kirchenprovinz. Wohl wurde damals schon die Teilung in die vier Bistümer Regensburg, Freising, Passau und Salzburg durchgeführt. Wie ein unabhängiger Fürst konnte Theodo II. sein Herzogtum unter seine Söhne aufteilen, ohne die Einwilligung der merowingischen Frankenkönige.

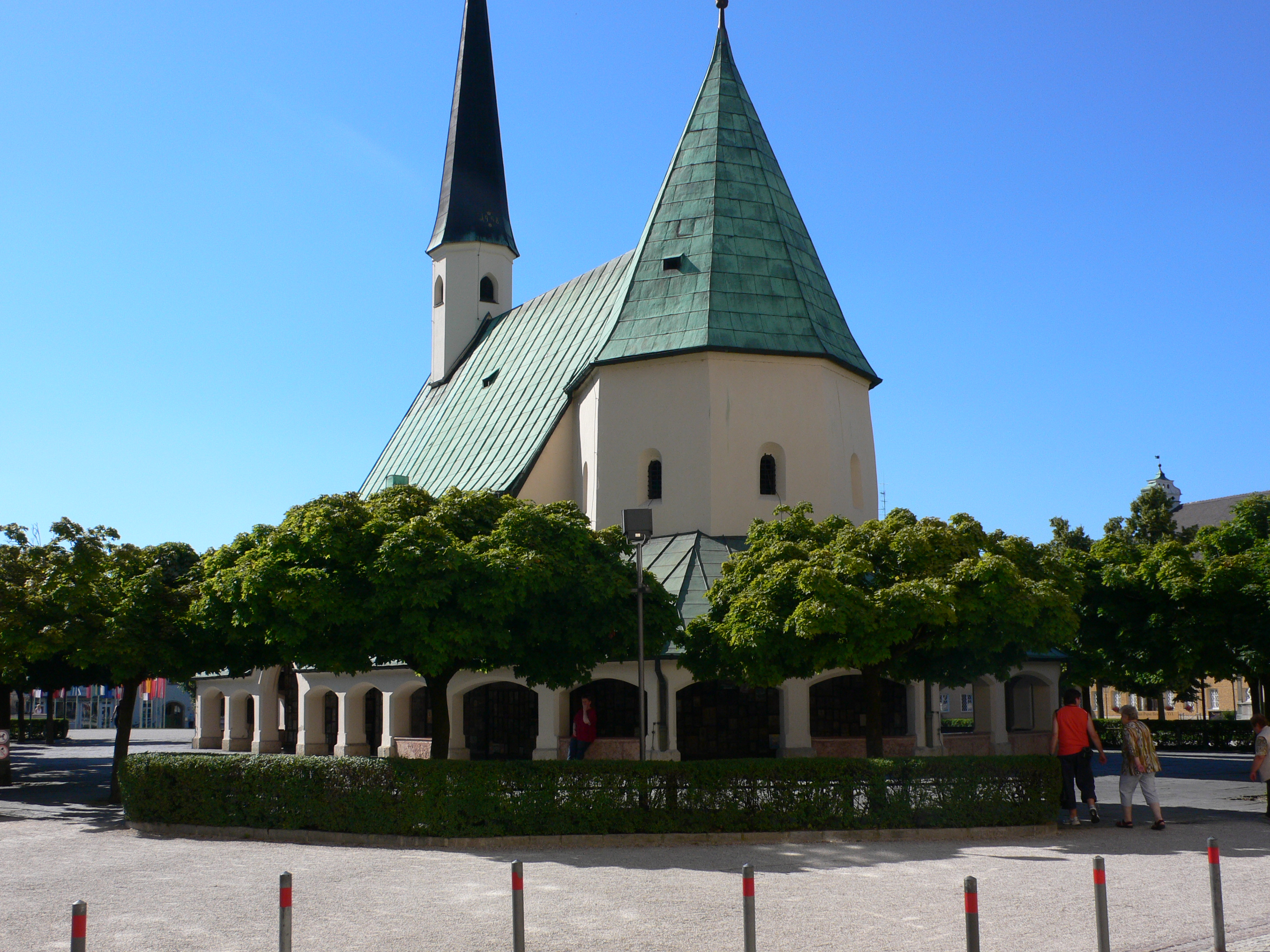
Altötting, Gnadenkapelle, der Zentralbau wurde unter den Agilolfingern errichtet

Durch eine Militärintervention während eines Machtstreits innerhalb der Herzogsfamilie 725 setzte Karl Martell den Herzog Hugbert, ebenfalls ein Enkel Theodos II., in Bayern ein. Die Lex Baiuvariorum ist die in der Zeit des 6. bis 8. Jahrhunderts entstandene Sammlung des Volksrechtes der Bajuwaren, das heißt die älteste Sammlung von Gesetzen des frühen bairischen Stammesherzogtums. Der Text ist auf Latein verfasst, enthält jedoch bajuwarische Fragmente. Es ist das älteste und wichtigste Denkmal der Bajuwaren. Abt Eberswind des neu gegründeten Klosters Niederaltaich gilt vielen als der Bearbeiter dieses ersten bairischen Stammesrechts (um 741/743). Ebenso kann die Lex Baiuvariorum in St. Emmeram in Regensburg oder im Bischofskloster auf dem Freisinger Berg entstanden sein. Die Initiative dazu soll von Herzog Odilo ausgegangen sein. Die Lex Baiuvariorum war bis 1180 in Kraft. 743 überfielen die Franken, jetzt unter der Führung von Karls Söhnen, Herzog Odilo, der ihnen in der Schlacht bei Epfach am Lech unterlag, und zwangen ihn, die Oberhoheit des fränkischen Reichs anzuerkennen. Um das Jahr 740 gerieten andererseits die Karantanen unter bairische Kontrolle, 772 schlug Herzog Tassilo III. im späteren Kärnten einen Aufstand der heidnischen Slawen nieder.

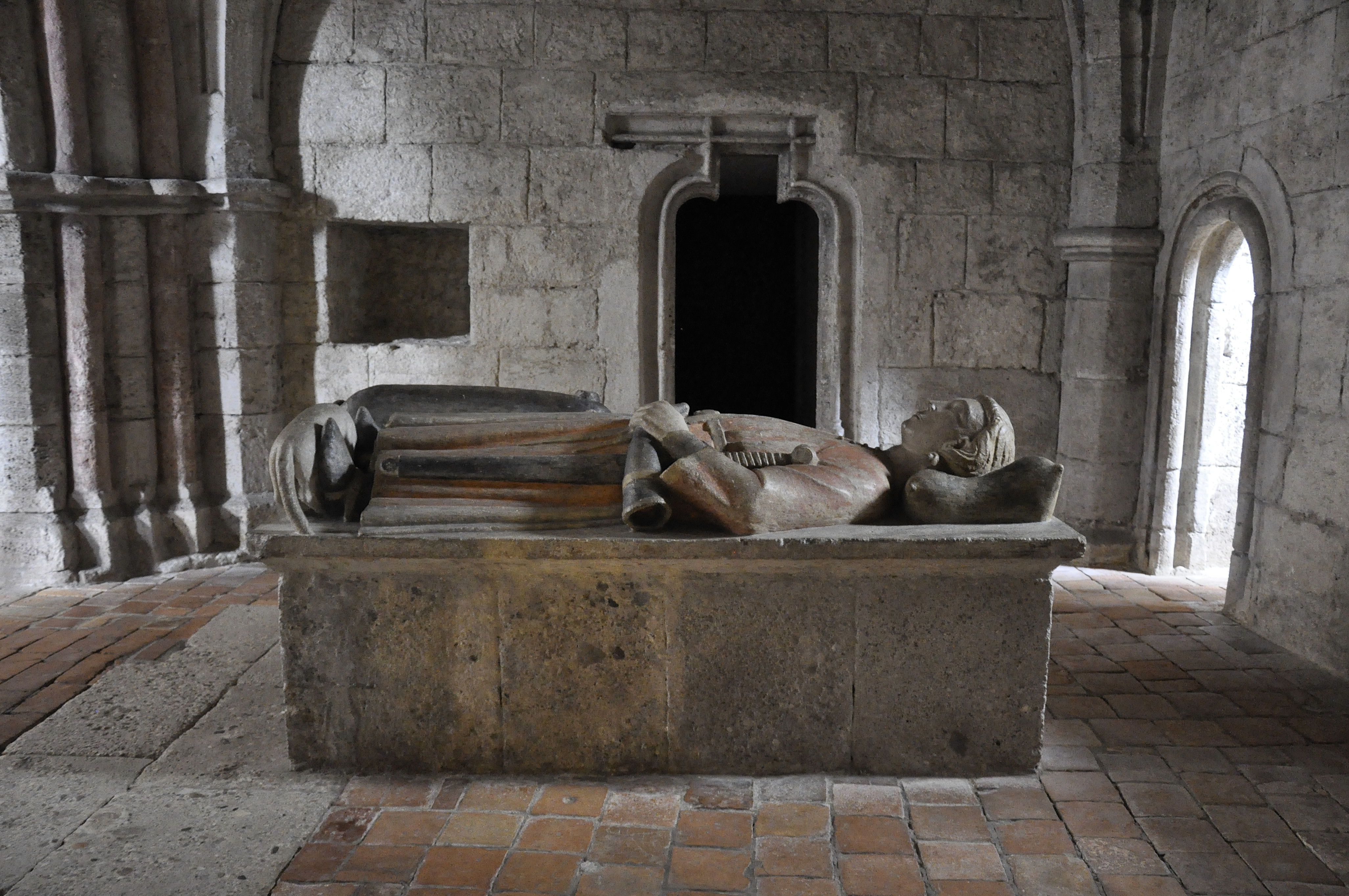
Grabmal Gunthers, eines Sohns Tassilos III., im Stift Kremsmünster

Da Bayern der Expansionspolitik der Franken eher im Weg stand – es hatte verwandtschaftliche Bindungen zu den Langobarden und hielt mit den Awaren jahrzehntelang Frieden –, setzte Karl der Große 788 Herzog Tassilo III. in einem Schauprozess ab, blendete ihn und verbannte ihn und seine Familie in Klöster, woraufhin Karl das Herzogtum Bayern aufhob und dem fränkischen Reich als Präfektur einverleibte. Zuvor war Tassilo 787 durch massiven militärischen Druck gezwungen worden, Baiern von seinem Vetter Karl als Lehen zu nehmen und seinen Sohn und Mitregenten Theodo als Geisel zu stellen. Karl verbrachte danach zwei aufeinanderfolgende Winter (791–793) in der alten bairischen Residenzstadt Regensburg, um die Einverleibung Baierns in das Fränkische Reich persönlich abzusichern.
Die historische Leistung der Agilolfinger besteht in:
- der Vollendung der Ethnogenese der Baiern,
- ihrer Siedlungspolitik im Nordgau und im Alpenraum, insbesondere in Tirol und Oberösterreich,
- der Christianisierung des Landes einschließlich der kirchenrechtlichen Gründung der Bistümer Regensburg, Freising, Passau und Salzburg,
- der Gründung von Klöstern,
- der Abwehr slawischer und awarischer Invasionen,
- der Annexion Kärntens und
- der Niederschrift der Lex Baiuvariorum, des baierischen Stammesrechts.

## Herzöge (ab 591 auch als Rex bezeichnete Herrscher) von Baiern aus der Familie der Agilolfinger
- ca. 548–591: Garibald I.

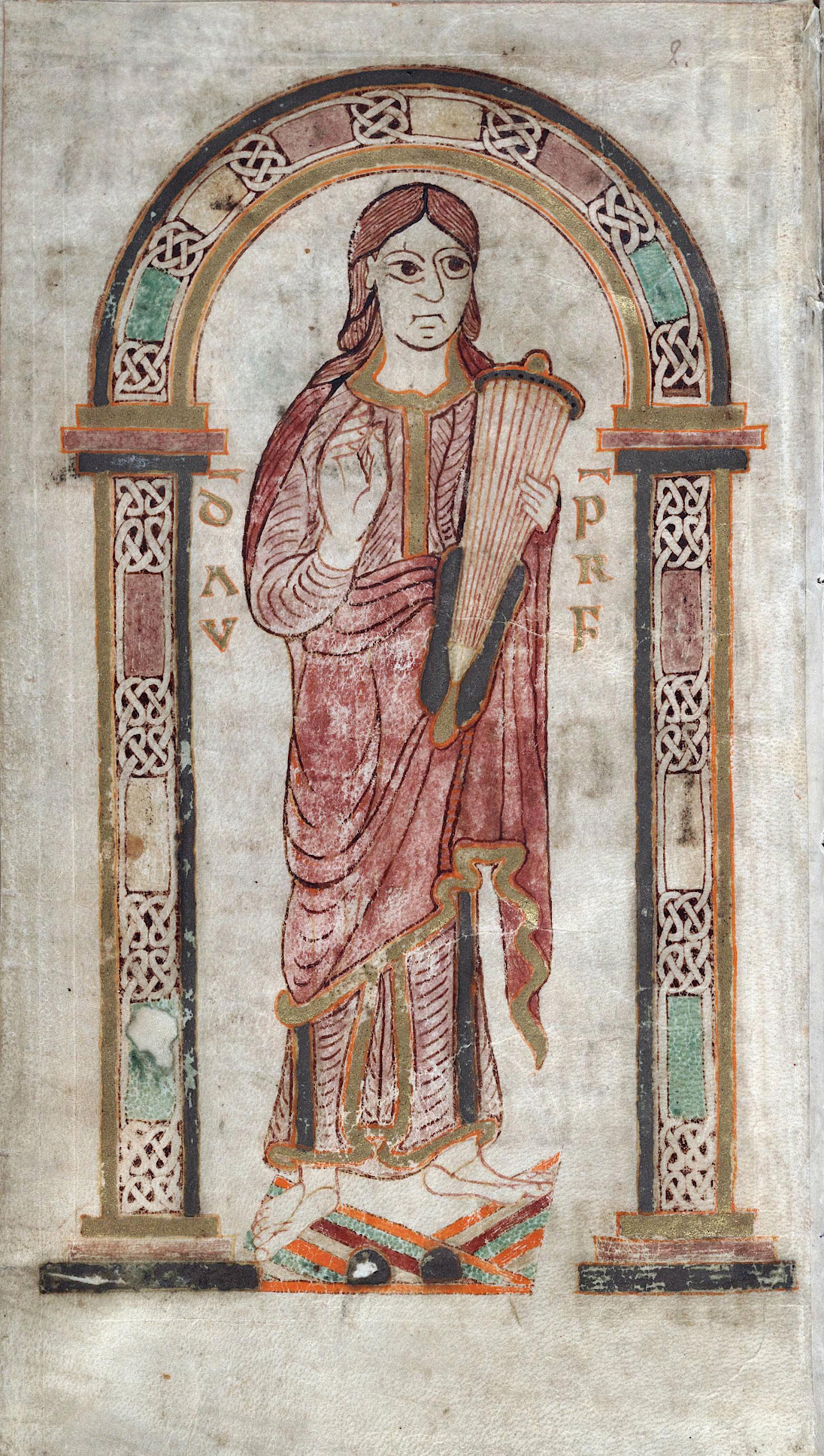
König David aus dem Tassilo-Psalter, jetzt in Montpellier gelagert

- 591–610: Tassilo I., der Sohn Garibalds
- 610–6??: Garibald II., der Sohn Tassilos
- ca. 6??–680: Theodo I.
- ca. 680: Lantpert, Sohn Theodos
- ca. 680–717: Theodo II., ein Enkel Garibalds II., er ernannte seine 4 Söhne zu Mitherrschern und Erben
- 711–719: Theudebald in Regensburg
- 711–717/18: Theudebert (Theodo III.) in Salzburg
- 717–719: Tassilo II. in Passau (?)
- 702–725: Grimoald II. in Freising
- 724–736: Hugbert (auch Hucbert), der Sohn Theudeberts
- 736–748: Odilo, aus einer Nebenlinie der Familie
- 748–788: Tassilo III., der Sohn Odilos
- 776–788: Theodo III., nur Mitregent seines Vaters Tassilo

Generell gilt es bei der Genealogie der bayerischen Agilolfinger darauf hinzuweisen, dass bisweilen große Lücken (v. a. im 6. Jahrhundert) die genaue Rekonstruktion des Stammbaums erschweren. Zwischen dem Ende von Tassilo I. (um 610 n. Chr.) und Theodo (ca. 680 n. Chr.) klafft eine nicht eindeutig schließbare Lücke in der Herrschaftsfolge. In dieser Zeit ist über die bayerische Geschichte, abgesehen von einigen, allerdings wenigen Erwähnungen aus fränkischen Quellen, kaum etwas überliefert. Die o. a. Genealogie muss somit vorläufig bleiben, die zwischen 610 und 680 konstruierten Herrscher sind aus Schlussfolgerungen und vereinzelten Hinweisen aus Quellen entstanden. Bisweilen wird auch vermutet, dass der Agilolfinger Fara (um 630–640), der nachweislich im Rheinland begütert war, Herrscher über das bairische Herzogtum war. Dies gilt jedoch als unwahrscheinlich.

## Könige der Langobarden in Italien aus der Familie der Agilolfinger
589–615 war Theodolinde, die Tochter Herzog Garibalds I. von Baiern, Königin der Langobarden. Ihre Tochter Gundeperga war 626–652 Königin und ihr Sohn Adaloald 615–626 König der Langobarden. Adaloald war auch der erste katholische Langobardenkönig, die Arianer wurden aber toleriert.
- 653–661 Aripert I.
- 661–662 Godepert und Perctarit
- 671–688 Perctarit (2. Mal)
- 688–700 Cunincpert
- 700 Liutpert
- 701 Raginpert
- 701–712 Aripert II.

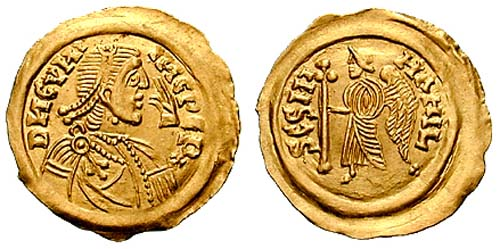
Cunincpert, 688–700 König der Langobarden (Tremissis, in Mailand geschlagen)

Guntrud, die Tochter Theudeberts von Baiern, war ab 715 Königin der Langobarden; ihr Mann König Liutprand stirbt 744, ihr Todesdatum ist nicht bekannt.

## Herzöge der Alamannen (Schwaben) aus der Familie der Agilolfinger
- ???–709 Gotfrid, Vater von Herzog Odilo von Baiern
- 709–730 Lantfrid, ein Sohn Gotfrids
- 709–ca. 746 Theudebald, ein weiterer Sohn Gotfrids und letzter Herzog der Alamannen (Blutgericht zu Cannstatt)